# Wangolodougou
Wangolodougou är en ort i Burkina Faso.   Den ligger i regionen Cascades, i den sydvästra delen av landet, 400 km sydväst om huvudstaden Ouagadougou. Wangolodougou ligger 297 meter över havet och antalet invånare är 3 523.
Terrängen runt Wangolodougou är platt. Runt Wangolodougou är det glesbefolkat, med 13 invånare per kvadratkilometer.. Wangolodougou är det största samhället i trakten.
Omgivningarna runt Wangolodougou är en mosaik av jordbruksmark och naturlig växtlighet.